# Báscones de Ojeda
Báscones de Ojeda è un comune spagnolo situato nella comunità autonoma di Castiglia e León.